# Estrela d'Oeste
Estrela d'Oeste é um município brasileiro do estado de São Paulo. A cidade tem uma população de 9.417 habitantes (IBGE/2022).

## História
A região de ‘’‘Estrela d’Oeste’’’ começou a ser desbravada no início do século XX, servindo como rota para viajantes e boiadeiros que se dirigiam ao Porto Taboado, no rio Paraná. As primeiras famílias a se estabelecerem na área foram registradas por volta de 1925, incluindo as de José Gonçalves, José Pontiffe e Manezinho Baiano. Antes disso, as terras pertenciam à família de Antonio Cassimiro.
A consolidação da povoação ocorreu com a construção de uma capela dedicada a Nossa Senhora da Penha, que se tornou um marco religioso e social na formação do núcleo urbano. O povoado desenvolveu-se na área da antiga Fazenda Ranchão, onde se estabeleceram famílias como os Miotto e os Cotrim. A subdivisão e loteamento dessas terras contribuíram significativamente para o crescimento urbano da localidade.
Em meados de 1938, o povoado, então conhecido como “Estrela”, recebeu o nome de ‘’‘Estrela d’Oeste’’’. A escolha se deu por meio de um sorteio entre três opções: ‘‘Vila Alzira’’, proposta por José Mignoli; ‘‘Vila Fagundes’’, sugerida por Sylvestre Aidar; e ‘‘Estrela d’Oeste’’, apresentada por Hernani de Matos Nabuco. A denominação escolhida refletia a posição geográfica da cidade na porção oeste do estado de São Paulo, simbolizando esperança e direcionamento para o progresso.
Estrela d’Oeste foi oficialmente elevada à categoria de município pela Lei Estadual nº 233, de 24 de dezembro de 1948, com território desmembrado do município de Fernandópolis. Sua instalação ocorreu em 23 de abril de 1949. Posteriormente, foi elevada à categoria de comarca pela Lei Estadual nº 8.051, de 31 de dezembro de 1963, sendo instalada em 25 de janeiro de 1969. A comarca abrange os municípios de São João das Duas Pontes, Turmalina, Dolcinópolis e Populina.
O primeiro prefeito do município foi José Antônio Saes, conhecido como “Zé Tiroteiro”, filho de João Saes. Ele foi apresentado e apoiado por seu primo Mariano Rodrigues, considerado um dos fundadores da cidade.
Em 1º de maio de 1951, Estrela d’Oeste ganhou sua estação ferroviária, construída pela Estrada de Ferro Araraquara. Os trens de passageiros deixaram de atender à estação em 1998, com a privatização da Malha Paulista, atualmente operada pela Rumo S.A.. Atualmente, trens de carga utilizam essa estação para acessar o Porto de Santos, conectando a Ferrovia Norte-Sul à Malha Paulista.

## Geografia
Localiza-se a uma latitude 20º17'16" sul e a uma longitude 50º24'03" oeste, estando a uma altitude de 456 metros. Possui uma área de 296,4 km².

### Hidrografia
- Ribeirão Riachão
- Ribeirão Santa Rita

### Rodovias
- SP-320

### Ferrovias
- Linha Tronco da antiga Estrada de Ferro Araraquara.[7]

## Demografia

### População
| Crescimento populacional                             | Crescimento populacional | Crescimento populacional | Crescimento populacional |
| Ano                                                  | População Total          |                          | %±                       |
| ---------------------------------------------------- | ------------------------ | ------------------------ | ------------------------ |
| 1950                                                 | 18 402                   |                          | —                        |
| 1958                                                 | 21 184                   |                          | 15,1%                    |
| 1960                                                 | 20 740                   |                          | −2,1%                    |
| 1970                                                 | 10 873                   |                          | −47,6%                   |
| 1980                                                 | 9 017                    |                          | −17,1%                   |
| 1991                                                 | 8 493                    |                          | −5,8%                    |
| 2000                                                 | 8 256                    |                          | −2,8%                    |
| 2010                                                 | 8 208                    |                          | −0,6%                    |
| 2022                                                 | 9 417                    |                          | 14,7%                    |
| Est. 2024                                            | 9 655                    | [ 8 ]                    | 2,5%                     |
| Fontes: Censos Demográficos IBGE e Estimativas SEADE |                          |                          |                          |

### Dados demográficos
Dados do Censo - 2010
População Total: 8.208
- Urbana: 6.831
- Rural: 1.377
- Homens: 4.133[13]
- Mulheres: 4.075

Densidade demográfica (hab./km²): 27,69
Dados do Censo - 2000
Mortalidade infantil até 1 ano (por mil): 10,43
Expectativa de vida (anos): 74,42
Taxa de fecundidade (filhos por mulher): 1,96
Taxa de Alfabetização: 87,26%
Índice de Desenvolvimento Humano (IDH-M): 0,792
- IDH-M Renda: 0,705
- IDH-M Longevidade: 0,824
- IDH-M Educação: 0,848

(Fonte: IPEADATA)

## Política e administração
- Prefeito: Marcos Antonio Saes Lopes (Barão) - PSB (2018/2024)
- Vice-prefeito: Pedro de Senzi Neto (Pedroca)
- Presidente da câmara: André Pelarin - PP (2019/2020)

## Economia

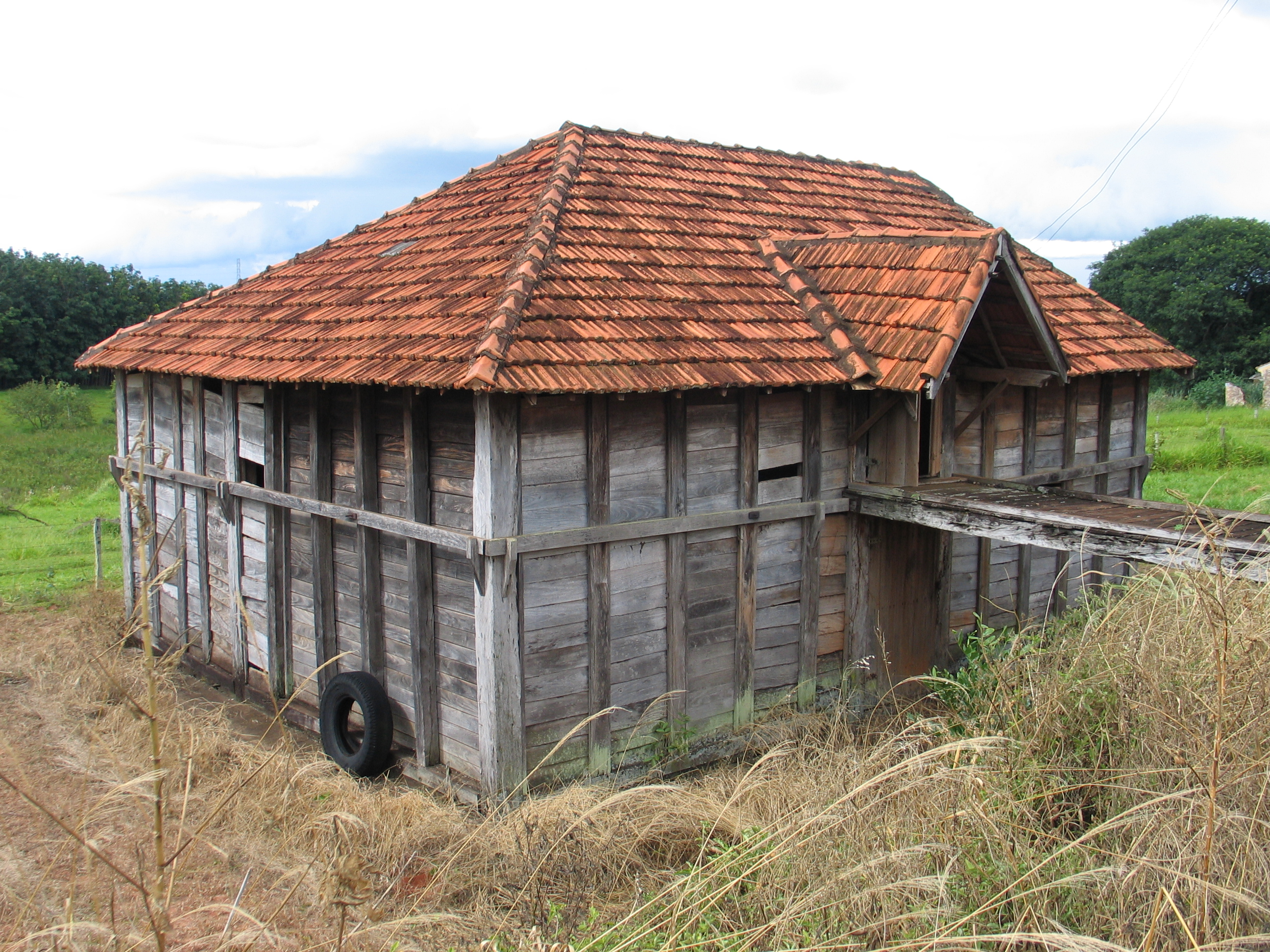
Antiga fazenda de café de Estrela d'Oeste.

A economia de Estrela d’Oeste teve origem fortemente vinculada à agricultura, com destaque inicial para a cultura do café, responsável por alavancar o desenvolvimento regional nas décadas de 1950 e 1960. Esse ciclo produtivo concedeu à cidade o título de ‘‘Rainha do Café’’ na região. Com o passar dos anos, a produção de cana-de-açúcar também se consolidou como uma das principais atividades agrícolas, contribuindo significativamente para a economia local.
Atualmente, Estrela d’Oeste vivencia uma fase de desenvolvimento, caracterizada por investimentos em infraestrutura, diversificação econômica e crescimento urbano. Entre os empreendimentos de destaque estão o condomínio de alto padrão ‘’Jardim Estrela de Ouro’’, desenvolvido pela Família Ruiz, além de outros empreendimentos imobiliários promovidos pela mesma família.
A cidade também conta com importantes atividades industriais e agroindustriais, como o ‘’Frigorífico Estrela’’, voltado à produção e abate de bovinos; a ‘’‘Ponzan Alimentos’’’, empresa que atua no processamento de carnes e derivados; e o cultivo de frutas, com destaque para as plantações de laranja que vêm ganhando relevância nos últimos anos.

## Infraestrutura

### Comunicações
O sistema de telefones automáticos foi inaugurado na cidade pela Companhia de Telecomunicações do Estado de São Paulo (COTESP) em 1974. Já o sistema de discagem direta à distância (DDD) foi implantado em 1978 pela Telecomunicações de São Paulo (TELESP), com o código de área (0174).
Na década de 90 o código DDD da cidade foi alterado para (017), para padronização do sistema telefônico com a telefonia celular que estava sendo implantada em todo o estado.

## Religião
O Cristianismo se faz presente na cidade da seguinte forma:

### Igreja Católica
- A igreja faz parte da Diocese de Jales.[18]

### Igrejas Evangélicas
Entre as igrejas protestantes históricas, pentecostais e neopentecostais, encontram-se na cidade:
- Assembleia de Deus Ministério do Belém.[21][22]
- Congregação Cristã no Brasil.[23]